# 何克希

何克希战争年代使用的饭盒

何克希（1906年1月20日—1982年12月17日），四川省峨眉县人，中国人民解放军将领、中国人民解放军开国少将。
1929年加入中国共产党，早年从事中共地下工作。曾任江南抗日义勇军第三路军副司令员，新四军第六师副参谋长，浙东游击纵队司令员，华东野战军第一纵队副司令员，中国人民解放军第35军政治委员，华东军区特种兵司令部政治委员，华东军区装甲兵司令员兼政治委员，中国人民解放军军事学院装甲兵系主任。1955年，授予中国人民解放军少将。1966年起，何克希担任浙江省政协副主席，直至临终。1982年12月17日18时30分，何克希因心脏病猝发在杭州逝世，终年76岁。
在何克希去世多年后，其照片被盗用作叛徒顾顺章的头像。2023年12月，经他的外孙女向检察机关反馈，检察机关发起公益性诉讼，起诉了3名盗用照片的自媒体。杭州互联网法院根据《中华人民共和国民法典》和《英烈保护法》，对3名被告处以在国家级媒体公开赔礼道歉，并赔偿公益损害赔偿金共计15万元的处罚。